# Janice Dickinson
Janice Doreen Dickinson (Brooklyn, Nova Iorque, 15 de fevereiro de 1955) é uma supermodelo, fotógrafa de moda, atriz, escritora e agente de modelos estadunidense.
Modelo bem sucedida na indústria da moda nos anos 1970 e 1980, mais tarde expandindo suas atividades na televisão como jurada em quatro temporadas no concurso America's Next Top Model.
Após participar do  America's Next Top Model (2003-2006), abriu a própria agência de modelos, com o nome The Janice Dickinson Modeling Agency.

## Biografia

### Infância e juventude
Janice Dickinson nasceu no bairro de Brooklyn, na cidade de Nova Iorque, filha de Ray Dickinson, (de ascendência bielorrussa) e Jenie, conhecida como Dickinson Pietrzykoski, de ascendência polonesa/polaca. Ela foi criada na cidade de Hollywood, no Estado americano de Flórida, com duas irmãs, a mais velha Alexis (uma agente imobiliária) e a mais nova Debbie (que é modelo).
Dickinson sofreu abusos físicos e emocionais quando criança e adolescente  por parte do seu pai que costumava abusar sexualmente de uma das suas irmãs. Sobre a sua infância com um pai pedófilo e abusivo, Dickinson declarou: "Porque eu não iria ceder e deixá-lo fazer sexo comigo, eu fui abusada verbalmente e fisicamente numa base diária. Me disseram que eu parecia um menino e não iria ser ninguém na vida. Acho que se você abusar de uma criança, os testículos devem ser cortados. Você deveria ser imediatamente castrado."

### Carreira de modelo na juventude e adulta
No início dos anos 70, Dickinson voltou para Nova Iorque para prosseguir os trabalhos como modelo, após vencer um concurso nacional denominado "Miss High Fashion Model". Numa época  em que louros de olhos azuis dominavam a cena fashion, Dickinson foi recusada várias vezes por agentes de modelos, incluindo Eileen Ford, que disse a Dickinson que ela era "demasiado étnica. Você nunca vai dar certo." Ela foi descoberta pelo fotógrafo de moda Jacques Silverstein quando a namorada dele, Lorraine Bracco, mencionou que gostava da imagem de Dickinson. Wilhelmina tornou-se a primeira agente de Dickinson. Seu trabalho como modelo levou-a para Paris, França, onde sua aparência exótica garantiu a sua reputação dentro da indústria da moda europeia.
Voltou para Nova York em 1978 e passou nos anos seguintes em trabalho constante, ganhando US$ 2.000 por dia, quase quatro vezes a média estabelecida. Dickinson assinou contrato com a Ford Models, para trabalhar em uma grande campanha publicitária para a nova câmara JVC. Dickinson, que não tinha esquecido a rejeição inicial da Ford, tinha a intenção de se vingar. Ela logo se tornou umas das vinte modelos da Ford contratadas por John Casablancas para o lançamento de sua agência, Elite Model Management.
Nos anos 80, Dickinson foi considerada uma supermodelo, por ter o tipo de nome e de reconhecimento facial que a maioria das mulheres na indústria da moda se esforçam para conseguir. Ela apareceu nas páginas e capas de revistas como a Harper's Bazaar, Cosmopolitan, Photo, Elégance, Vogue, Marie Claire e Playboy, trabalhou com alguns dos nomes mais conhecidos da moda, incluindo Giorgio Armani, Gianni Versace, Valentino, Azzedine Alaïa, Pino Lancetti, Halston e Calvin Klein. Dickinson foi capa da Vogue (Americana e em edições internacionais) 37 vezes. Ela apareceu na capa da revista Elle sete vezes seguidas e foi o rosto de campanhas publicitárias de produtos como cosméticos Revlon, Alberto VO5, Balmain, Obao, Christian Dior, Clairol, Hush Puppies, Jenny, Keiko, Orbit Gum, bolsas Lou Taylor, Max Factor, Virgina Slims e Cutex.
Dickinson procurou maneiras de manter sua relevância dentro da indústria da moda, enquanto se tornava mais velha, começando uma carreira como fotógrafa de moda. Em 2008, Dickinson lançou sua própria linha de jóias do HSN.

### Reivindicando ser a primeira supermodelo
Dickinson se auto-proclamou a primeira supermodelo. Numa entrevista para o programa E! True Hollywood Story, da E! Network, ela contou como inventou o termo Supermodel em 1979. No auge da carreira, sua agente, preocupada com o facto dela estar trabalhando muito, disse que "você não é o Super-Homem" e Dickinson replicou: "eu não sou o Super-Homem, sou uma supermodelo".
O termo "supermodelo" já era conhecido na década de 1940. A escritora Judith Cass usou o termo em 1942 por seu artigo no jornal Chicago Tribune, que intitulou "Super Models are Signed for Fashion Show" ("Super Models são assinados por Fashion Show"). Mais tarde, em 1943, Clyde Mateus Dessner usou o termo em seu livro sobre modelos.
O termo foi popular durante a década de 1960 a 1970. Em 1968, um artigo na Glamour descreveu  Twiggy, Cheryl Tiegs, Wilhelmina, Veruschka, Jean Shrimpton e quinze outras modelos superiores como "supermodelos". Jean Shrimpton também foi descrita como uma supermodelo pela Time em 1971, como eram Beverly Johnson pela Jet em 1977 e Naomi Sims em 1978 no book Total Beauty Catalog pelo K.T. Maclay.
Dorian Leigh foi retroactivamente reconhecida como sendo uma das primeiras supermodelos do século XX, e sua carreira começou e terminou antes mesmo de Dickinson nascer. Gia Carangi também foi chamada a primeira supermodelo, bem como Lisa Fonssagrives.